# Mika Aaltonen
Mika Aaltonen (Turku, 16 novembre 1965) è un ex calciatore finlandese, di ruolo centrocampista; dopo il ritiro ha svolto la professione di docente universitario.

## Carriera

### Club
Debuttò nella squadra della sua città, il Turun Palloseura, squadra della Mestaruussarja, l'allora prima divisione finlandese. Si mise in luce a livello europeo nella gara di andata dei sedicesimi di finale della Coppa UEFA 1987-1988 quando, grazie ad una sua rete, il TPS batté l'Inter a San Siro 0-1. Nel turno precedente, il Turun Palloseura era riuscito ad eliminare, a sorpresa, i ben più quotati austriaci dell'Admira Wacker, grazie ad una doppietta in trasferta proprio di Aaltonen. Venne così acquistato dal presidente neroazzurro Ernesto Pellegrini il marzo successivo, ma l'allora allenatore Giovanni Trapattoni, dopo averne valutate le qualità, lo fece cedere in prestito al Bellinzona per la parte finale della stagione.
Nell'estate del 1988 venne ceduto al Bologna, di nuovo in prestito, con cui esordì nel massimo campionato italiano: debuttò il 16 ottobre in Bologna-Roma 0-1, subentrando a Fabio Poli a 13 minuti dal termine, giocò 17 minuti il 23 in Como-Bologna 1-0 ed altri 15 il 30 ottobre in Atalanta-Bologna 2-0. 45 minuti in tre gare, con altrettante sconfitte, fu il suo score italiano. Realizzò l'unico gol ufficiale in maglia felsinea in Mitropa Cup nel 5-2 interno contro il Ferencváros, partita disputatasi a Modena per l'indisponibilità dello stadio di Bologna. Nei mesi passati a Bologna frequentò la facoltà di filosofia esistenziale dell'Università di Bologna, dedicando molto più tempo allo studio che al calcio. Dopo un'esperienza nel campionato tedesco, nella 2. Fußball-Bundesliga, contribuendo, sotto la guida di Werner Fuchs, alla risalita dell'Hertha Berlino nella massima serie, ritornò in Finlandia ancora nelle file del TPS, dove rimase fino al 1993.
Passò dunque nel campionato israeliano con l'Hapoel Be'er Sheva per la stagione 1993-1994, dopo aver positivamente impressionato nella partita precedentemente vinta per tre a uno dalla sua nazionale, durante le qualificazioni ai campionati mondiali del 1994, contro quella israeliana. Concluse la carriera nel 1994 nelle file del Tampereen Pallo-Veikot (con cui vinse il titolo di campione di Finlandia) a causa di un persistente infortunio all'anca e per il maggior interesse verso lo studio.

### Nazionale
Ha vestito per 19 volte la maglia della nazionale finlandese, segnando un gol in un'amichevole contro il Kuwait. Nel 1994, giocò contro l'Italia nell'amichevole disputata a Parma.

## Dopo il ritiro
Terminata la carriera da calciatore ottenne un dottorato in economia ed è diventato professore all'Università di Turku ed al dipartimento di Scienze Tecnologiche di Helsinki. È direttore del "Progetto Strax", che studia i macro-flussi economici, membro dell'"American Council for the United Nation's University Millennium Project di Washington", socio della "World Future Society" e fa parte dello "Speakers Forum".

## Statistiche

### Cronologia presenze e punti in Nazionale
| Cronologia completa delle presenze e delle reti in nazionale ― Finlandia | Cronologia completa delle presenze e delle reti in nazionale ― Finlandia | Cronologia completa delle presenze e delle reti in nazionale ― Finlandia | Cronologia completa delle presenze e delle reti in nazionale ― Finlandia | Cronologia completa delle presenze e delle reti in nazionale ― Finlandia | Cronologia completa delle presenze e delle reti in nazionale ― Finlandia | Cronologia completa delle presenze e delle reti in nazionale ― Finlandia | Cronologia completa delle presenze e delle reti in nazionale ― Finlandia |
| Data                                                                     | Città                                                                    | In casa                                                                  | Risultato                                                                | Ospiti                                                                   | Competizione                                                             | Reti                                                                     | Note                                                                     |
| ------------------------------------------------------------------------ | ------------------------------------------------------------------------ | ------------------------------------------------------------------------ | ------------------------------------------------------------------------ | ------------------------------------------------------------------------ | ------------------------------------------------------------------------ | ------------------------------------------------------------------------ | ------------------------------------------------------------------------ |
| 10-2-1988                                                                | Ta' Qali                                                                 | Germania Est                                                             | 2 – 0                                                                    | Finlandia                                                                | Amichevole                                                               | -                                                                        |                                                                          |
| 13-2-1988                                                                | Ta' Qali                                                                 | Tunisia                                                                  | 0 – 3                                                                    | Finlandia                                                                | Amichevole                                                               | -                                                                        |                                                                          |
| 19-5-1988                                                                | Helsinki                                                                 | Finlandia                                                                | 1 – 3                                                                    | Colombia                                                                 | Amichevole                                                               | -                                                                        | 66’                                                                      |
| 31-5-1988                                                                | Wolfsberg                                                                | Austria                                                                  | 0 – 2                                                                    | Finlandia                                                                | Qual. Olimpiadi 1988                                                     | -                                                                        |                                                                          |
| 17-8-1988                                                                | Turku                                                                    | Finlandia                                                                | 0 – 0                                                                    | Unione Sovietica                                                         | Amichevole                                                               | -                                                                        | 70’                                                                      |
| 12-2-1989                                                                | Ta' Qali                                                                 | Malta                                                                    | 0 – 0                                                                    | Finlandia                                                                | Amichevole                                                               | -                                                                        |                                                                          |
| 22-3-1989                                                                | Gelsenkirchen                                                            | Germania Est                                                             | 1 – 1                                                                    | Finlandia                                                                | Amichevole                                                               | -                                                                        | 75’                                                                      |
| 12-2-1990                                                                | Dubai                                                                    | Emirati Arabi Uniti                                                      | 1 – 1                                                                    | Finlandia                                                                | Amichevole                                                               | -                                                                        |                                                                          |
| 15-2-1990                                                                | Al Kuwait                                                                | Kuwait                                                                   | 0 – 1                                                                    | Finlandia                                                                | Amichevole                                                               | 1                                                                        | Uscita                                                                   |
| 16-5-1990                                                                | Dublino                                                                  | Irlanda                                                                  | 1 – 1                                                                    | Finlandia                                                                | Amichevole                                                               | -                                                                        | 59’                                                                      |
| 13-10-1993                                                               | Solna                                                                    | Svezia                                                                   | 3 – 2                                                                    | Finlandia                                                                | Qual. Mondiali 1994                                                      | -                                                                        |                                                                          |
| 10-11-1993                                                               | Tel Aviv                                                                 | Israele                                                                  | 1 – 3                                                                    | Finlandia                                                                | Qual. Mondiali 1994                                                      | -                                                                        |                                                                          |
| 25-1-1994                                                                | Doha                                                                     | Qatar                                                                    | 1 – 0                                                                    | Finlandia                                                                | Amichevole                                                               | -                                                                        | 74’                                                                      |
| 27-1-1994                                                                | Doha                                                                     | Qatar                                                                    | 0 – 0                                                                    | Finlandia                                                                | Amichevole                                                               | -                                                                        | 57’                                                                      |
| 30-1-1994                                                                | Mascate                                                                  | Oman                                                                     | 0 – 2                                                                    | Finlandia                                                                | Amichevole                                                               | -                                                                        |                                                                          |
| 1-2-1994                                                                 | Mascate                                                                  | Oman                                                                     | 1 – 1                                                                    | Finlandia                                                                | Amichevole                                                               | -                                                                        | 66’                                                                      |
| 27-5-1994                                                                | Parma                                                                    | Italia                                                                   | 2 – 0                                                                    | Finlandia                                                                | Amichevole                                                               | -                                                                        | 89’                                                                      |
| 2-6-1994                                                                 | Tampere                                                                  | Finlandia                                                                | 1 – 2                                                                    | Spagna                                                                   | Amichevole                                                               | -                                                                        |                                                                          |
| 17-8-1994                                                                | Copenaghen                                                               | Danimarca                                                                | 2 – 1                                                                    | Finlandia                                                                | Amichevole                                                               | -                                                                        | 72’                                                                      |
| Totale                                                                   |                                                                          | Presenze                                                                 | 19                                                                       |                                                                          | Reti                                                                     | 1                                                                        |                                                                          |

## Palmarès

### Club
- Campionato finlandese: 1

TPV: 1994
- Coppa di Finlandia: 1

TPS: 1991